# Lacus Oblivionis

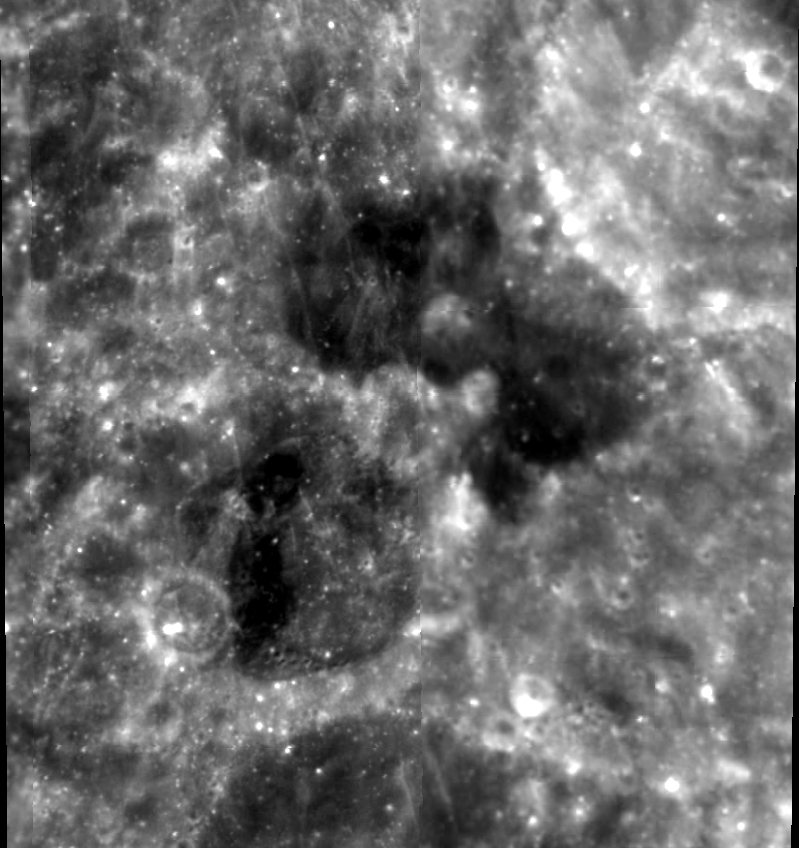
Mosaico de imágenes de la misión Clementine

El Lacus Oblivionis (en latín, "Lago del Olvido") es un pequeño mar lunar, localizado en la cara oculta de la Luna. Sus coordenadas selenográficas son 21.0° Sur, 168.0° Oeste y su diámetro envolvente es de unos 50 km.
El cráter satélite Mohorovičić R yace al nordeste, y el cráter satélite Sniadecki Y al suroeste.

## Denominación
El nombre del lago fue adoptado por la Unión Astronómica Internacional en 1976.